# Saint-Georges-du-Vièvre
Saint-Georges-du-Vièvre je francouzská obec v departementu Eure v regionu Normandie. V roce 2010 zde žilo 737 obyvatel. Je centrem kantonu Saint-Georges-du-Vièvre.

## Vývoj počtu obyvatel
Počet obyvatel 